# Western Stores
Western Stores and Edgleys Ltd. is een warenhuisketen dat werd opgericht in 1928.  Het ontstond uit een groep warenhuizen die actief was in West- en Centraal-West -Nieuw-Zuid-Wales in Australië. De bedrijven werden in 1962 gekocht door Farmers & Coy. uit Sydney. Kort daarna werd Farmers gekocht door Myer Emporium.

## Locaties
(Niet limitatief)
- Dubbo - hoofdkantoor
- Bathurst
- Canowindra (verkocht in 1951)
- Carcoar (Enterprise Stores)
- Cessnock
- Cowra (was voorheen Squire Pepper, overgenomen in 1955)
- Crookwell (State Stores)
- Geurie (gesloten in 1932)
- Gosford (Mortimer's)
- Grafton (City Stores, nu South Grafton Emporium)
- Grensfell
- Gilgandra
- Hill End (Great Western Stores)
- Lismore (Sam McLean's Central Stores)
- Milton (HC Blackburn's 'The Popular' Store, nu The Settlement Courtyard Cafe)
- Molong (was voorheen L.A. Nancarrow, verworven in 1938)
- Narromine (in 1967 afgebrand, nooit herbouwd)
- Newcastle
- Orange
- Parkes
- Penrith
- Singleton
- Tamworth
- Trangie (verkocht in 1951, werd IGA en Thrifty-Link Hardware)
- Tweed Heads (Morley's, overgenomen in maart 1959)
- Wellington (gesloten op 25 januari 1980, werd Clancy's)
- West-Maitland
- Wongarbon (gesloten 1931)